# طبيب العناية المركزة
طبيب العناية المركزة أو طبيب الرعاية الحرجة، (بالإنجليزية: Intensivist) هو ممارس طبي متخصص في رعاية المرضى المصابين بأمراض خطيرة، في أغلب الأحيان في وحدة العناية المركزة (ICU). يمكن أن يكون أخصائيو العناية المركزة أطباء باطنيين أو متخصصين فرعيين في الطب الباطني (في أغلب الأحيان أطباء الرئة)، أو أطباء تخدير، أو أطباء طب الطوارئ، أو أطباء أطفال (بما في ذلك أطباء حديثي الولادة)، أو جراحين أكملوا زمالة في طب الرعاية الحرجة. يجب أن يكون أخصائي العناية المركزة مختصًا ليس فقط في مجموعة واسعة من الحالات بين المرضى المصابين بأمراض خطيرة ولكن أيضًا في الإجراءات الفنية والمعدات المستخدمة في العناية المركزة مثل إدارة مجرى الهواء، والتحريض السريع للتخدير، والصيانة والفطام من التخدير، الوريد المركزي وقسطرة الشرايين والعلاج البديل الكلوي وإدارة أجهزة التنفس الصناعي.

## الدور في الرعاية الصحية
يعمل أخصائيو العناية المركزة في أغلب الأحيان في وحدة العناية المركزة. يشرف هؤلاء الأطباء على غالبية رعاية هؤلاء المرضى ويتخذون القرارات بشأن العلاج والاختبارات والإجراءات والاستشارات وما إلى ذلك. غالبية المرضى الذين يتم إدخالهم إلى وحدة العناية المركزة يعانون من مرض شديد، وهؤلاء الأطباء خبراء في إدارة تحدياتهم المعقدة بما في ذلك العديد من فشل الأعضاء، والالتهابات التي تهدد الحياة، وضحايا الصدمات، وأكثر من ذلك. ويجب عليهم العمل مع عدد كبير من المهنيين الآخرين بما في ذلك مساعدي الأطباء/الممرضين الممارسين والممرضين المسجلات والصيادلة ومعالجي الجهاز التنفسي والمزيد.
غالبًا ما يتولى أخصائيو العناية المركزة عمليات النقل بين المستشفيات للمرضى المصابين بأمراض خطيرة، سواء على متن طائرات هليكوبتر قصيرة المدى، أو مهمات أرضية، بالإضافة إلى وسائل النقل الوطنية الأطول مدى إلى مراكز متخصصة أو بعثات دولية لاستعادة المواطنين المصابين في الخارج . تستخدم خدمات الإسعاف وحدات مزودة بأخصائيي العناية المركزة الذين يمكن استدعاؤهم لتوفير إدارة مجرى الهواء المتقدمة، ونقل الدم، وبضع الصدر، والأكسجة الغشائية خارج الجسم (ECMO). غالبًا ما يشكل أخصائيو العناية المركزة (جنبًا إلى جنب مع الجراحين العامين وجراحي العظام) جزءًا من الفرق الطبية العسكرية لتوفير التخدير والعناية المركزة لضحايا الصدمات أثناء النزاعات المسلحة.